# Kryschtof Kosynskyj
Kryschtof Kosynskyj (ukrainisch Криштоф Косинський, polnisch Krzysztof Kosiński; * 1545 in Podlachien, Königreich Polen; † Mai 1593 bei Tscherkassy) war 1586 Hetman der Saporoger Kosaken und Anfang der 1590er-Jahre Hetman der Registrierten Kosaken in der Ukraine.
Kosynsky war in den Jahren  1591 bis 1593 der Anführer des ersten großen Aufstandes der ukrainischen Bauern und Kosaken gegen den polnischen Adel. Er kam während der Belagerung von Tscherkassy im Mai 1593 ums Leben.